# سارگپه شغالی
سارگپهٔ شغالی (نام علمی: Buteo rufofuscus) نام یک گونه از سرده سارگپه‌ها است.